# Luisito Occiano
Luisito Audal Occiano (* 21. Juni 1971) ist ein philippinischer römisch-katholischer Geistlicher und Bischof von Virac.

## Leben
Luisito Occiano studierte Philosophie und Theologie am Priesterseminar in Naga City und empfing am 1. Mai 1996 das Sakrament der Priesterweihe für das Erzbistum Caceres.
Nach der Priesterweihe setzte er seine Studien in religiös-katechetischer Bildung an der Ateneo de Manila University fort und erwarb an der Ateneo de Naga University den Mastergrad. 1996 war zudem Kaplan an der Kathedrale des Erzbistums Caceres und 1999 Vizesekretär für das Jubiläum 2000. In den folgenden Jahren war er persönlicher Sekretär des Erzbischofs und Diözesandirektor für die katechetischen Dienste. Daneben war er Mitglied und Leiter verschiedener Gremien und Kommissionen in den Bereichen Katechetik und soziale Kommunikation. Von 2015 bis 2021 war er Pfarrer in Baao und zeitweise Dekan. Ab 2021 war er Rektor und Pfarrer am Diözesanheiligtum St. Joseph und Professor am Priesterseminar in Naga City.
Papst Franziskus ernannte ihn am 29. Februar 2024 zum Bischof von Virac. Der emeritierte Erzbischof von Caceres, Rolando Joven Tria Tirona OCD, spendete ihm am 21. Juni desselben Jahres in der Basilika Unserer Lieben Frau von Peñafrancia die Bischofsweihe. Mitkonsekratoren waren dessen Nachfolger Rex Andrew Alarcon und der Apostolische Delegat für Jerusalem und Palästina, Erzbischof Adolfo Tito Yllana. Die Amtseinführung im Bistum Virac fand am 26. Juni desselben Jahres statt.